# تحليل الشكل الطيفي
يعتمد تحليل الشكل الطيفي على الطيف (قيم آيغن، القيم الحقيقية أو وظائف آيغن) الخاص بـعامل لابلاس بيلترامي لمقارنة وتحليل الأشكال الهندسية. وبما أن طيف عامل لابلاس بيلترامي ثابت بموجب تساوي القياس، فهو مناسب جدًا للتحليل أو استعادة الأشكال غير الصلبة مثل الأشياء المرنة كالإنسان والحيوان والنبات وغير ذلك.

## لابلاس
يُستخدم عامل لابلاس بيلترامي في العديد من المعادلات التفاضلية مثل معادلة الحرارة ومعادلة الموجة. ويمكن تحديده على متشعب ريمانيان بوصفه تباينًا في منحدر القيمة الفعلية للدالة f:
{\displaystyle \Delta f:=\operatorname {div} \;\operatorname {grad} f.}
يمكن حساب مكوناتها الطيفية عن طريق حل معادلة هيلمهولتز (أو مسألة لابليكيان لقيم آيغن):
{\displaystyle \Delta \phi _{i}+\lambda _{i}\phi _{i}=0.\,}
وتكون الحلول هي وظائف آيغن {\displaystyle \phi _{i}} (الأنماط) وقيم آيغن المتماثلة {\displaystyle \lambda _{i}}، مما يوضح التباين التسلسلي للأرقام الحقيقية الإيجابية. وتكمن قيمة آيغن الأولى في الصفر لأبعاد مغلقة أو عند استخدام الشرط الحدي لنيومان. ويمكن حساب الطيف لبعض الأشكال بالتحليل (مثل المستطيل أو الدائرة المسطحة أو القرص أو الكرة) فبالنسبة للكرة على سبيل المثال، تكون وظائف ( آيغن ) هي توافقيات الشكل الكروي.
ومن أهم خصائص قيم آيغن ووظائف آيغن أنها ثوابت متساوية ؛ بمعنى آخر، إذا كان الشكل غير مرن (قطعة ورق مثنية بشكل ثلاثي الأبعاد) ، فإن القيم الطيفية لا تتغير. ويمكن أن تتحرك الأشياء المرنة، مثل الحيوانات أو النباتات أو البشر، في وضعيات مختلفة للجسم بأقل حد ممكن من إطالة المفاصل. ويسمى الشكل الناتج شبه متساوي القياس ويمكن مقارنته باستخدام التحليل الطيفي للشكل.

## التفريد
تظهر الأشكال الهندسية عادة كأسطح منحنية ثنائية الأبعاد أو كأسطح متشابكة ثنائية الأبعاد (عادة ما تكون شبكات مثلثية) أو أشياء صلبة ثلاثية الأبعاد (مثل استخدام الفوكسلات أو الشبكات رباعية السطوح). ويمكن حل معادلة هيلمهولتز لكل هذه الحالات. وفي حالة وجود حد، مثل المربع أو حجم أي شكل هندسي ثلاثي الأبعاد، فيجب تحديد القيم الحدية.
توجد العديد من تفريدات عامل لابلاس (انظر تفريد عامل لابلاس) لمختلف أنواع العروض الهندسية. والعديد من هذه العوامل لا يتناسب جيدًا مع العامل الأساسي المستمر.

## مواصفات الشكل الطيفي

### شكل الحمض النووي (دنا)
يعد شكل الحمض النووي (ShapeDNA) هو واحد من الأوصاف الأولى للشكل الطيفي. حيث إنه البداية الطبيعية لتسلسل قيم آيغن الخاصة بعامل لابلاس- بيلترامي. من أهم مميزاته التقديم البسيط (متجه أرقام) والمقارنة وثبات المقياس، وبالرغم من هذه البساطة، فإن له دورًا مهمًا جدًا في الاسترجاع الشكلي للأشكال غير الصلبة.
غير أن قيم آيغن (القيم الحقيقية) تعد وصفًا عامًا، لذلك فإن شكل الحمض النووي لا يمكن استخدامه لتحليل الشكل جزئيًا.

### نقطة التوقيع العام (GPS)
تكون نقطة التوقيع العام عند نقطة {\displaystyle x} وسيطًا لوظائف آيغن المقيسة الخاصة بعامل لابلاس - بيلترامى، والتي يتم حسابها عند {\displaystyle x} (أي، الانحناء الطيفي للشكل). وتكون نقطة التوقيع العام صفة عامة، حيث لا يمكن استخدامها للتوافق الجزئي للشكل.

### توقيع نواة الحرارة (HKS)
يستفيد توقيع نواة الحرارة من تحلل آيغن الخاص بـ نواة الحرارة:
{\displaystyle h_{t}(x,y)=\sum _{i=0}^{\infty }\exp(-\lambda _{i}t)\phi _{i}(x)\phi _{i}(y).}
وبالنسبة لكل نقطة على السطح، يختبر قطر نواة الحرارة {\displaystyle h_{t}(x,x)} عند قيم زمنية محددة {\displaystyle t_{j}} وينتج عنها توقيع محلي يمكن استخدامه أيضًا للتوافق الجزئي أو الكشف عن التماثل.